# St. Paul (Nebraska)
St. Paul é uma cidade localizada no estado americano de Nebraska, no Condado de Howard.

## Demografia
Segundo o censo americano de 2000, a sua população era de 2218 habitantes.

## Geografia
De acordo com o United States Census Bureau, a localidade tem uma área de 2,8 km², sem área coberta por água.

## Localidades na vizinhança
O diagrama seguinte representa as localidades num raio de 24 km ao redor de St. Paul.